# Tiergarten Staßfurt
Koordinaten: 51° 50′ 52,5″ N, 11° 34′ 53,8″ O
Der Tiergarten Staßfurt ist ein Zoo in der Stadt Staßfurt in Sachsen-Anhalt.

## Anlage

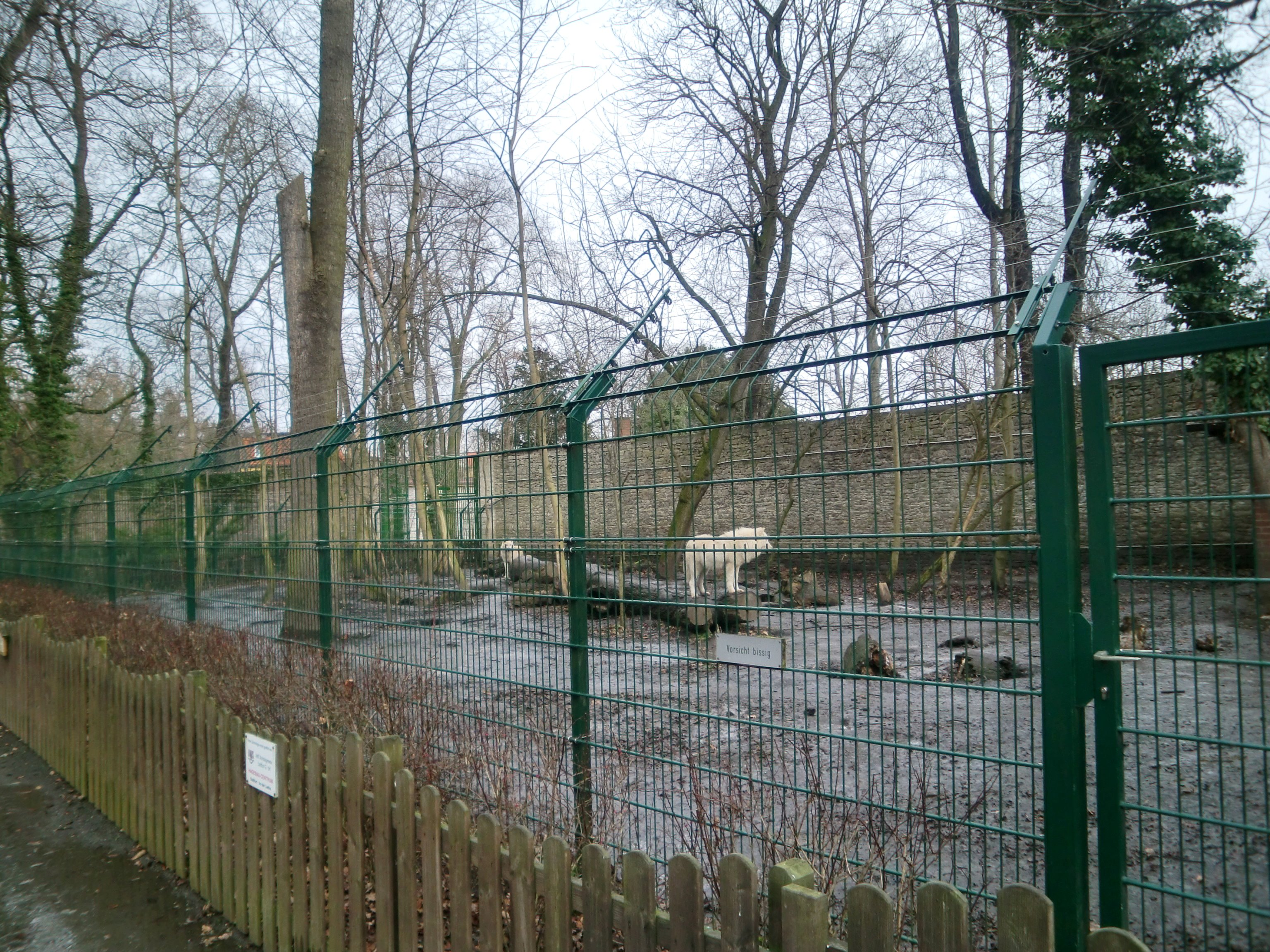
Polarwolfanlage (2009)

Der größtenteils innerhalb der Stadtmauer gelegene Tiergarten umfasst eine Fläche von 5,5 Hektar, auf der etwa 500 Tiere aus 72 Tierarten gehalten werden. Für exotische Tiere wie Affen und eine Schlange wurde ein beheizbares Gebäude errichtet. Mehrere Gehege sind begehbar. Im Tiergarten befindet sich neben einem großen Spielplatz auch ein Streichelgehege und ein ganzjährig betriebenes Restaurant inklusive Kiosk.
Das Gelände des Tiergartens ist durch einen alten Baumbestand geprägt. Die Baumarten sind, wie auch viele Gräser- und Sträucherarten, mit Beschriftungen versehen.

## Geschichte
Die Gründung des Tierparks erfolgte 1954 nachdem eine Enteignung des Geländes aus dem Besitz der Familie Walther Adam erfolgte und die Familie nach Goslar flüchtete. Sie ging auf eine Initiative des damaligen Bürgermeisters der Stadt zurück. Mit Unterstützung der Bevölkerung und örtlicher Betriebe entstanden zunächst mehrere Gehege für einheimische Tiere wie Fuchs, Marder und Fasan, aber auch bereits eine Anlage für Sittiche. Heute hat die Lebenshilfe Bördeland gGmbH die Trägerschaft inne. Die noch nach 2000 gehaltenen Zebras sind nicht mehr im Bestand. Im Jahr 2009 wurde das Streichelgehege modernisiert. Das Gehege der Kattas wurde im Jahr 2013 erneuert.

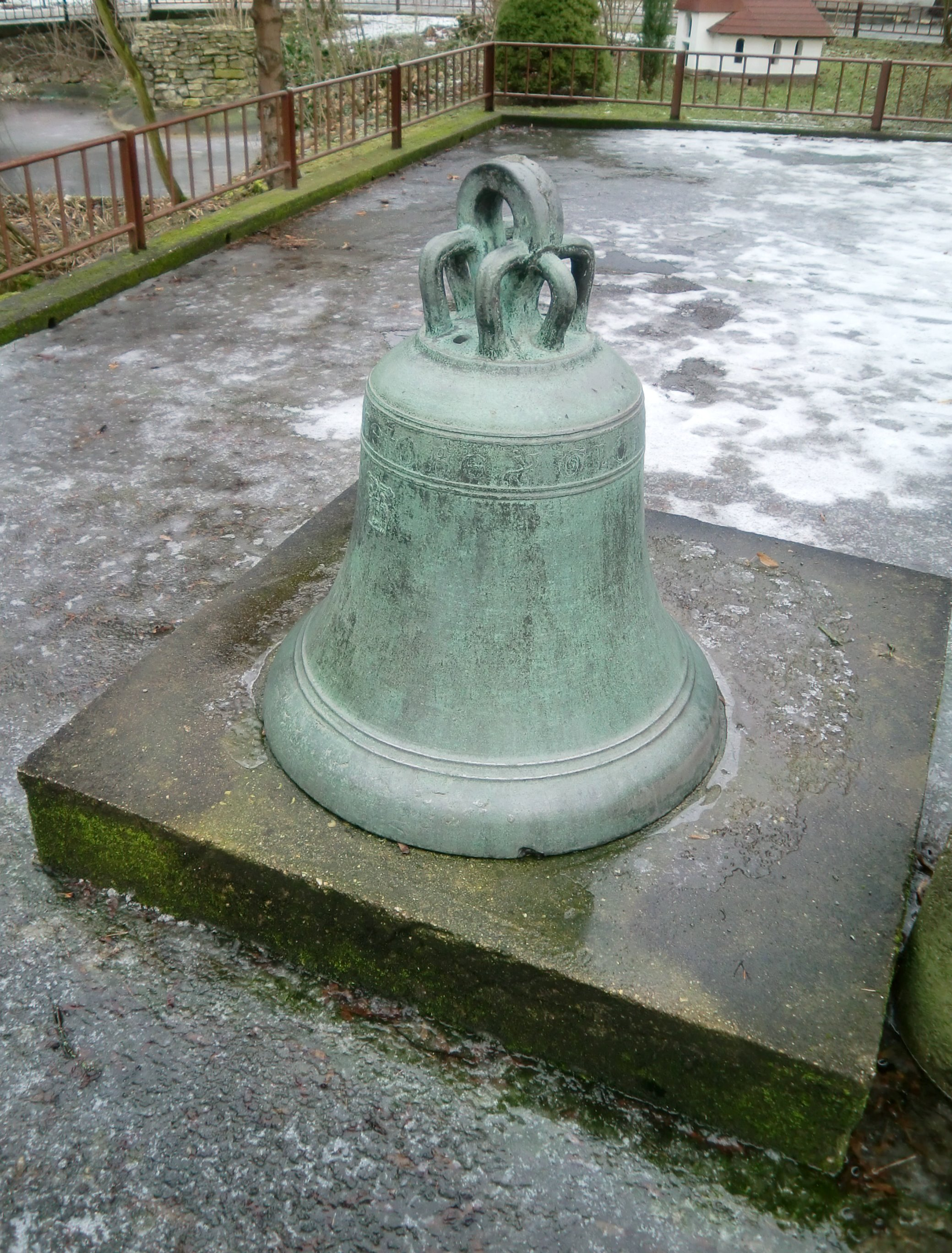
Glocke im Tiergarten

## Tierarten
Mit Weißbüschelaffen, Kattas und Totenkopfäffchen werden mehrere kleine Affenarten gehalten. Weitere exotische Tierarten sind Lamas, Erdmännchen, Maras und Emus. Darüber hinaus sind Wildkatzen, Präriehunde, Uhus und Waschbären zu sehen. In einem als historischer Bauernhof gestalteten Gehege werden mehrere für die Landwirtschaft typische Tiere wie Hausschweine, Hühner und Hausziegen gehalten. Zu den Tieren des Zoos gehören auch Shetland-Ponys. Außerdem gibt es eine begehbare Vogelvoliere, in der man zum Beispiel Wellensittiche findet. Allerdings gibt es auch Papageien in Einzelgehegen.

## Besonderheiten
Im Tiergarten ist auch eine alte Kirchenglocke aufgestellt. Die Glocke stammt nicht, wie immer angenommen, von der 1964/65 abgerissenen Sankt-Johannis-Kirche, deren Turm immer stärker in Schieflage geraten und als Schiefer Turm bekannt geworden war. Sie war ein Geschenk der Kirchengemeinde Groß Mühlingen, die sich um 1900 eine neue Kirche errichtete, an die Familie Adam zur Verschönerung ihres Gartens. Gegossen wurde diese Glocke um 1375.